# Deretaphrus fossus
Deretaphrus fossus is een keversoort uit de familie knotshoutkevers (Bothrideridae). De wetenschappelijke naam van de soort werd in 1842 gepubliceerd door Edward Newman.